# التوجيه على مسافات كثيرة

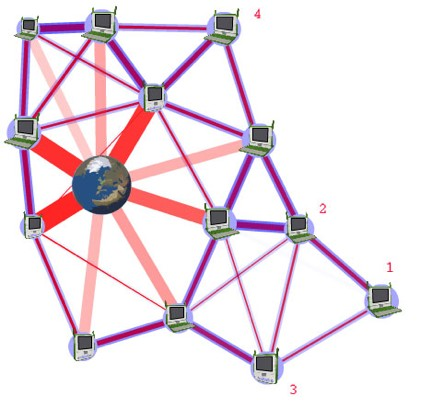
شبكة غير سلكية

التوجيه على مسافات كثيرة هو نقل الإشارة من نقطة كجهاز التوجيه ونحوه إلى أخرى وهكذا لتبلغ الإشارات نقاط أبعد. والمسافة ما تقطعه الإشارة من نقطة لأخرى.